# Зыков, Валентин Валентинович
Валенти́н Валенти́нович Зы́ков (род. 15 мая 1995, Санкт-Петербург) — российский хоккеист, нападающий клуба СКА. Мастер спорта России (2023)

## Карьера
Воспитанник московского ЦСКА, выступал за «Красную армию» в сезоне 2011/12.
На драфте Канадской хоккейной лиги Зыкова выбрал клуб Главной юниорской хоккейной лиги Квебека «Бе-Комо Драккар». Провёл 67 матчей, набрав 75 (40+35) очков в сезоне 2012/13. Зыков получил награды как лучший новичок в атаке и лучший новичок чемпионата.
Выступал за молодёжную сборную России в турнире Subway Super Series в 2012 году.
«Лос-Анджелес Кингз» выбрал его во втором раунде драфта НХЛ 2013 года под 37-м номером. «Кингз», у которого был выбор под номером 57, обменял три выбора в «Эдмонтон Ойлерз», чтобы взять права на Зыкова.
После сезона 2013/14 в QMJHL, в котором он набрал 63 (20+43) очка, Зыков подписал трёхлетний контракт новичка с «Лос-Анджелесом».
29 февраля 2016 года был обменян в клуб «Каролина Харрикейнз». Взамен «Лос-Анджелес» получил нападающего Криса Верстига и условный выбор в 5-м раунде драфта 2016.
Дебютировал в НХЛ 9 марта 2017 года в игре против «Нью-Йорк Рейнджерс». В первом же матче забросил шайбу в ворота Антти Раанты. Во второй игре в первой же смене получил травму после силового приёма Романа Полака. После восстановления был отправлен обратно в АХЛ в фарм-клуб «Каролины» «Шарлотт Чекерс», где доиграл остаток сезона и сыграл в плей-офф Кубка Колдера.
В следующем сезоне в составе «Шарлотта» 17 декабря 2017 года возглавил гонку снайперов АХЛ и получил приглашение на Матч звезд АХЛ, где набрал 5 (0+5) очков. В конце сезона был вызван в «Каролину» и сыграл 10 матчей, набрав 7 очков. После окончания сезона в НХЛ был отправлен обратно в «Шарлотт». По итогам регулярного сезона АХЛ стал лучшим снайпером турнира с 33 заброшенными шайбами.
17 октября 2019 года был дисквалифицирован НХЛ на 20 матчей за нарушение антидопинговых правил, после дисквалификации был выставлен на драфт отказов и переведён в фарм-клуб «Голден Найтс» в АХЛ — «Чикаго Вулвз». 10 декабря 2019 года был обратно вызван из фарм-клуба «Чикаго Вулвз» в основной состав «Вегас Голден Найтс».
В феврале 2021 года подписал контракт до конца сезона со шведским клубом «МОДО», за который сыграл 7 матчей и набрал 4 (2+2) очка.
В октябре 2021 года «Сибирь» обменяла права на Валентина Зыкова на игроков СКА Владислава Каменева и Егора Спиридонова. Зыков подписал контракт со СКА на один сезон. После сезона 2021/2022 в КХЛ, в котором он сыграл 21 матч и набрал 4 (3+1) очка, Зыков продлил контракт со СКА на 4 года.

## Достижения
- Обладатель Мирового кубка вызова 2012 года.
- Лучший новичок года CHL — лучший новичок года Канадской хоккейной лиги 2013 года.
- Кубок RDS — лучший новичок года Главной юниорской хоккейной лиги Квебека 2013 года.
- «Мишель Бержерон Трофи» — лучший атакующий новичок года Главной юниорской хоккейной лиги Квебека 2013 года.
- Бронзовый призёр чемпионата мира среди молодёжных команд 2014 года.

## Статистика
| Легенда | Легенда                    | Легенда | Легенда                   | Легенда | Легенда    |
| ------- | -------------------------- | ------- | ------------------------- | ------- | ---------- |
| И       | Количество проведённых игр | Штр     | Штрафное время            | +/−     | Плюс-минус |
| Г       | Голы                       | П       | Голевые передачи          | О       | Очки       |
| -       | Статистика неизвестна      | —       | Статистика не учитывалась |         |            |

### Международные соревнования
По данным: Eliteprospects.com и KHL.ru